# Parona signata
Parona signata és un peix teleosti de la família dels caràngids i de l'ordre dels perciformes.

## Particularitats
Parona signata és l'única espècie del gènere Parona.

## Morfologia
Pot arribar als 60 cm de llargària total.

## Distribució geogràfica
Es troba des de les costes del sud del Brasil fins a les del sud de l'Argentina.